# Список умерших в 986 году

## Март
- 2 марта — Лотарь, король Западно-Франкского королевства (Франции) (954—986)[1].

## Май
- 22 мая — Бово Вогерский, франкский святой воин.
- 25 мая — Абдуррахман ас-Суфи (82), персидский астроном и математик.

## Ноябрь
- 1 ноября — Харальд I Синезубый, король Дании и Норвегии (958—986)[2].

## Дата смерти неизвестна или требует уточнения
- Биллунг IV, великий князь славянского племени бодричей и всего Союза ободритов[3].
- Герберга Иврейская, первая маркграфиня Монферрато[4].
- Кадваллон ап Иейав, король Гвинеда (985—986).
- Стюрбьёрн Сильный, претендент на престол Швеции.